# Thinobadistes
Il tinobadiste (gen. Thinobadistes) è un bradipo estinto, appartenente alla famiglia dei milodontidi (Mylodontidae). I suoi resti fossili sono stati ritrovati in Nordamerica (Florida e Texas), in strati del Miocene superiore (circa 8 milioni di anni fa).

## Significato dei fossili
Questo animale, di corporatura robusta e di grosse dimensioni, è uno dei primi esempi di bradipo milodontide. Questi mammiferi si svilupparono in Sudamerica nel corso del Miocene, e già alla fine del periodo erano presenti anche in Nordamerica. La presenza di Thinobadistes nelle faune settentrionali rappresenta un notevole problema paleogeografico, dal momento che si ritiene che i due continenti a quell'epoca fossero ancora separati. La successiva scoperta di bradipi evidentemente marini (Thalassocnus) ha parzialmente risolto il problema: è possibile, infatti, che Thinobadistes (o un suo prossimo antenato) sia stato in grado di migrare in Nordamerica nuotando e raggiungendo una serie di isole che nel Miocene erano presenti tra i due continenti (island hopping). Lo stesso tipo di migrazione deve essere stato praticato anche da un altro bradipo, appartenente però ai megalonichidi (Pliometanastes), rinvenuto anch'esso nel Miocene nordamericano. Di Thinobadistes sono note due specie: T. segnis e T. wetzeli.